# 角明螺
角明螺（学名：Oxygyrus keraudrenii）是玉黍螺類支序海蝶螺科之下一個全浮游（holoplanktonic）海洋腹足綱軟體動物的物種，是角明螺屬的唯一物種。

## 型態描述
最大尺寸直徑可達到10毫米。

## 分佈
本物種分佈於全球的熱帶到亞熱帶海域，包括南中国海。

## 棲息地
角明螺是一種低存在比的淺層物種。在印度洋，本物種只見於水深100米以上的海底，當中90%位處於海面到水深50米的海洋裡。